# John Gayle (homme politique)
John Gayle, né le 11 septembre 1792 à Sumter (Caroline du Sud) et mort le 21 juillet 1859 à Mobile (Alabama), est un homme politique démocrate américain. Il est gouverneur de l'Alabama entre 1831 et 1835.